# 菱野区
菱野区（ひしのく）は長野県小諸市の68ある区（自治会）の一つ。小諸市大字菱平地籍に位置し、旧大里村の中の5区（菱野区、後平区、諸区、西原区、滝原区）の一つ。

## 地理
- 高峰山の麓の山ひだの谷沿いに大きく4つの集落（小姓、板沢、中の久保、西久保）がある。
- 地区の東を南北方向に流れる一級河川中沢川により、旧小諸町分の地区と接している。
- 湯沢地区を水源とする女堰、荒堰の2本の農業用水路が東西方向にほぼ平行して流れている。

## 歴史
区名の由来
「菱」の語源は植物の「ひし」から出ているとの説、武田氏の家紋に由来するという説がある。
沿革
- 「菱野」という名が「吾妻鏡」第六巻の文治二年（1186年）の記述に「牧」の名称として出てくる。[3]
- 往古は山ノ前・桑木平・後平の３つの集落があり、後に合併して一つのまとまりとして菱野村といった。寛永二年（1625年）後平は分村して独立村となる。[2]
- 明治7年（1874年）10月　大区・小区制の実施の年、後平村と合併して菱平村と称す。[4][5][6]菱野の「菱」と後平の「平」を合わせて唱えたとされる。[2]
- 明治22年（1889年）市制・町村制の実施により、菱平村・諸村・西原村・滝原村合併し、北佐久郡大里村が成立[7]。菱野は菱野区となる。

## 人口等
- 2025年4月1日現在の世帯数331　人口　男372人　女354人　計711人（住民基本台帳）[8]

## 学区
市立小・中学校に通う場合、学校等は以下の通りとなる。
| 地域                   | 小学校               | 中学校             |
| ---------------------- | -------------------- | ------------------ |
| 菱野区の一部(湯沢地区) | 小諸市立坂の上小学校 | 小諸市立芦原中学校 |
| 菱野区(湯沢地区を除く) | 小諸市立水明小学校   | 小諸市立芦原中学校 |

## 交通
- 区内を南北に長野県道130号菱野筒井線、東西に浅間山麓広域農道（通称浅間サンライン）、林道浅間線、1000メートル林道、上信越自動車道が通ってる。

## 施設
- クリーンヒルこもろ

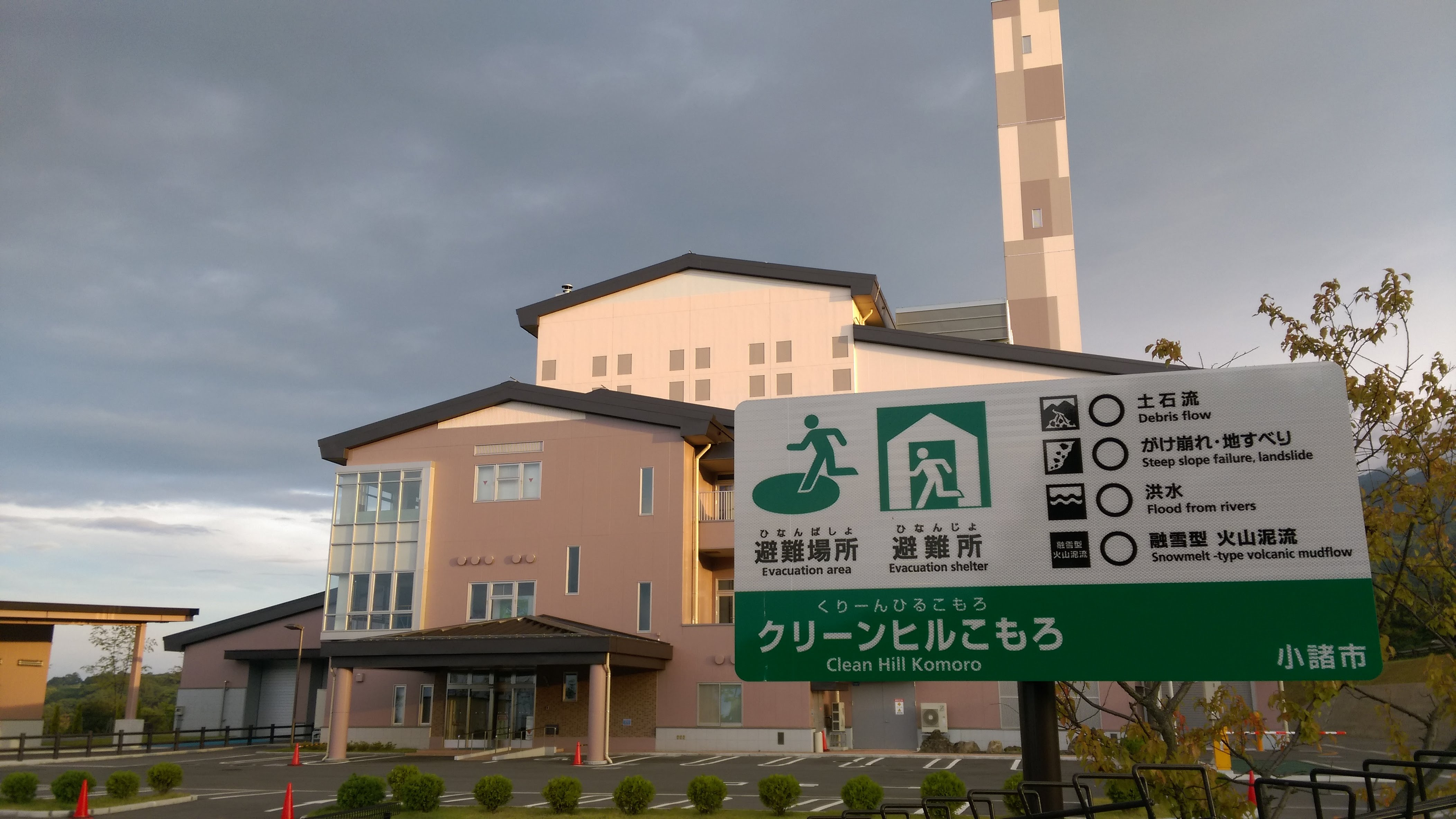
クリーンヒルこもろ

　　大字菱平367番1　設計・建設・運営を一括発注で行うDBO方式を採用。安全かつ効率的なごみ処理を行っていくとともに、環境学習の発信拠点として建設された。
- 高峯神社

- 菱野健功神社　大字菱平字宮前地籍　祭神　健御名方命（たけみなかたのみこと）事代主命（ことしろぬしのみこと）[11][12]
- 天神社　無各社　大字菱平字下菱野入地籍　祭神　天満大自在天神菅原道真[13]

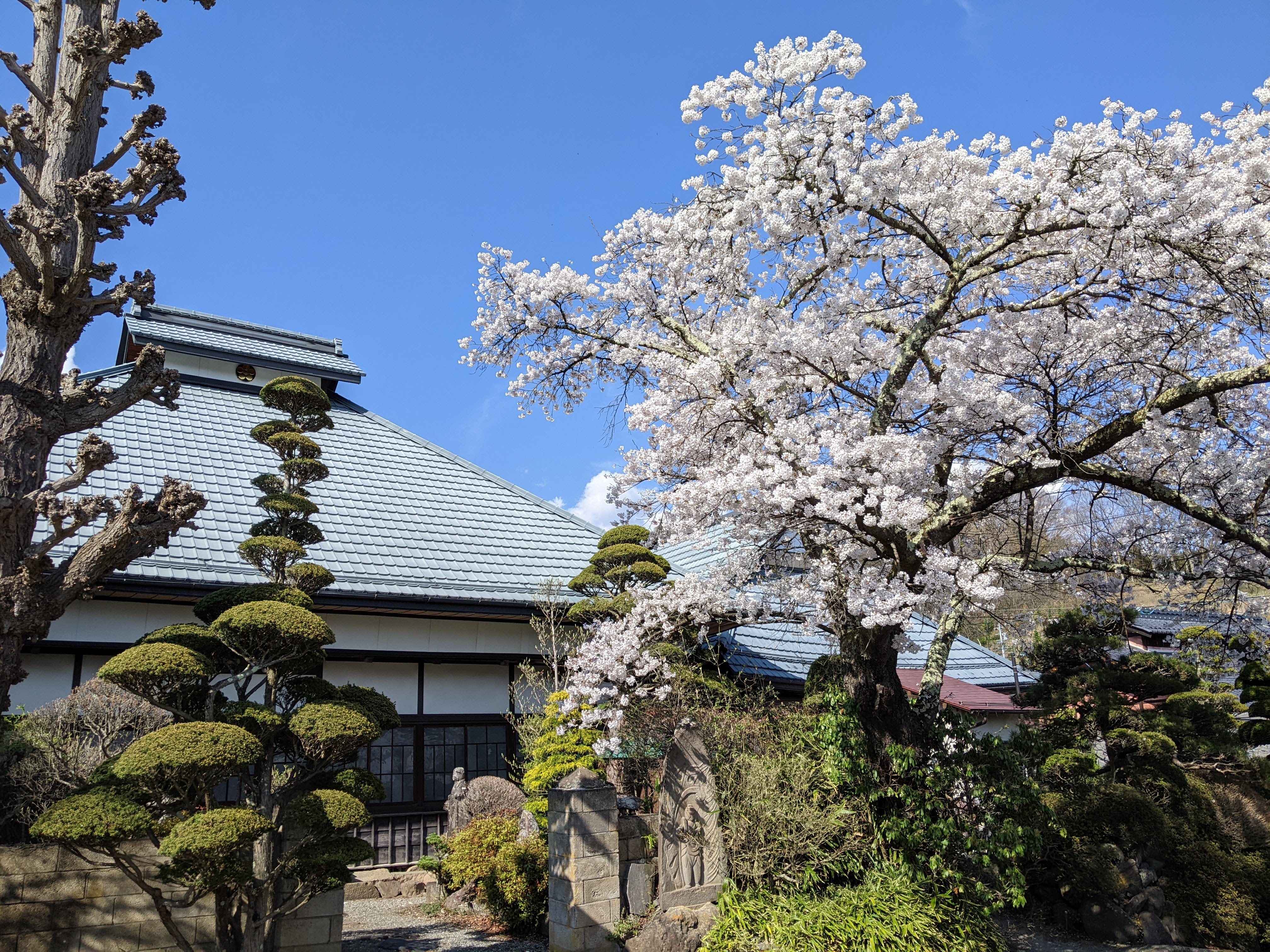
長泉寺

- 宥影山八功徳院長泉寺

　　天台宗山門派の寺院。布引山釈尊寺の末寺。
- 薬師堂

- 稲荷社
- 石尊社
- 山の神
- 菱野温泉

　　薬師館
　　常盤館

## その他
日本郵便
- 郵便番号　：384-0041[14]　（集配局：小諸郵便局[15]）